# Philoscia monticola
Philoscia monticola är en kräftdjursart som beskrevs av Karl Wilhelm Verhoeff1926. Philoscia monticola ingår i släktet Philoscia och familjen Philosciidae. Inga underarter finns listade i Catalogue of Life.